# بكسر التاء
بكسر التاء (بالإنجليزية: Bekasr taa)‏ هو برنامج حواري وثائقي نسائي عن النساء وللنساء، على شكل مجموعة دعم، يعرض على قناة الجزيرة ويتناول مواضيع مختلفة سياسية واجتماعية ونفسية وطبية من زاوية التجربة الشخصية للمرأة.

## نبذة
برنامج «بكسر التاء» على قناة «الجزيرة» يعرض على شكل الحلقات الممتدّة على 23 إلى 25 دقيقة، وتعرض على الشاشة وصفحات «فيسبوك» و«تويتر» و«يوتيوب» وهو برنامجٌ اجتماعي سياسي نسوي هو الأول من نوعه على الشبكة، يُسلّط الضوء على قضايا النساء بلسانهنّ، ويحكي عن أوجاعهنّ بأصواتهنّ المرتجفة والقويّة، ويروي عبر تجاربهنّ قصص نضالاتٍ يوميّة مهمّشة.
يعد برنامج «بكسر التاء» من البرامج الجديدة على شاشة قناة الجزيرة، والذي يضفي تنوعاً على باقة البرامج التي تقدمها القناة لمشاهديها عبر الوطن العربي والعالم كله، ويأتي البرنامج ضمن مجموعة من البرامج التي أطلقتها القناة ونالت استحسان الجمهور بشكل ملحوظ، إذ يتطرق إلى موضوعات وقضايا نسائية بشكل مختلف وأسلوب متميز. البرنامج وثائقي حواري تتخلله مشاهد سينمائية بعيدا عن التحليل والنقاش، ويتناول أسبوعيا مواضيع اجتماعية وسياسية عامة من منظور المرأة وعبر تجربتها الشخصية، والبرنامج مبني على شكل مجموعة دعم وليس نقاشا، ويستمد مادته من التجارب والمواقف التي عاشتها المرأة وتركت أثرا، يستهدف البرنامج المرأة العربية التي لا تجد مساحة لاهتماماتها وهمومها لا في البرامج «النسوية» على القنوات الغربية، مقدمة البرنامج وصاحبة فكرته وإعداده هي المذيعة روعة أوجيه. 

## وصلات خارجية
صفحة البرنامج على موقع IMDb هي Bekasr taa (Breaking the Chains)